# Samuel Sorbière
Samuel Joseph Sorbière, también conocido como Samuel de Sorbiere o Samuel Sorbière (Saint-Ambroix, Gard, 17 de septiembre de 1615-París, 9 de abril de 1670), fue un filósofo, médico, traductor y divulgador francés.
Conocido sobre todo por su promoción de las obras de Hobbes y de Gassendi, se lo sitúa como uno de los eruditos libertinos del siglo XVII.

## Biografía
Nacido en 1610 o en 1615, Samuel Joseph Sorbière quedó huérfano a temprana edad y fue acogido y criado por su tío materno, Samuel Petit, un pastor erudito de Nîmes. Estudió Medicina en la Facultad de París y se doctoró hacia 1639. En 1642 se trasladó a los Países Bajos. Allí vivió en la ciudad de Leiden como médico bajo el nombre de Guthbertas Higlandus. Al año siguiente, publicó una traducción al francés de Utopía de Tomás Moro. En 1647 publicó en Ámsterdam el De Cive de Hobbes, y en 1649 publicó una traducción al francés del mismo.
En 1650 regresó a Francia y se convirtió en director del colegio de Orange. Dos años después tradujo y publicó De Corpore Politico, del mismo autor.
En 1653 abandonó el calvinismo y se convirtió al catolicismo, lo que le permitió ser nombrado historiador del rey en 1660. Estuvo de visita en Inglaterra durante los años 1663 y 1664, en los cuales fue admitido en la Royal Society. Tras volver, publicó un informe sobre sus viajes que fue inmediatamente censurado. Fue a Roma en 1667 y en 1668 se ocupó de encontrar un editor que publicara la traducción al latín del Leviatán de Hobbes.
Terminó su vida envenenándose en París el 9 de abril de 1670.

## Trabajo
Escribió una obra de medicina, el Discurso escéptico sobre el paso del quilo y los movimientos del corazón, que Jean Riolan el Joven atribuyó a Gassendi. Escribió además obras literarias a veces interesantes y cuyo estilo sigue siendo apreciado. Entre otros trabajos académicos, escribió la vida de Gassendi, del que era amigo y cuya doctrina compartía.
Reconocido escéptico y seguidor del ‘nuevo pirronismo’ del siglo XVII —representado por autores como La Mothe Le Vayer o el propio Gassendi—, emprendió una traducción al francés de Sexto Empírico que no llegó a completar.

## Obra
- L'Utopie de Thomas Morus, chancelier d'Angleterre, traduicte par Samuel Sorbiere (en francès). Ámsterdam: Jean Blaeu. 1643.
- Petri Gassendi Disquisitio metaphysica. Seu Dubitationes, et instantiae: adversus Renati Cartesii metaphysicam, & responsa (en latín). Ámsterdam: Jean Blaeu. 1644.
- Les Mémoires du duc de Rohan (en francés). Leiden: J. Vieltmank. 1644.
- Elementa philosophica de Cive, auctore Tho. Hobbes Malmesburiensi (en latín). Ámsterdam: Louis Elzevier. 1647.
- Elemens philosophiques du citoyen, traicté politique, où les fondemens de la societé civile sont descouverts, par Thomas Hobbes, et traduicts en françois par un de ses amis (en francés). Ámsterdam: Jean Blaeu. 1649.
- Samuelis Petiti Diatriba De jure, Principum Edictis, Ecclesiæ quæsito nec armis adversus temerantes aut antiquantes vindicato (en latín). Ámsterdam: Louis Elzevier. 1649.
- Les Vrayes causes des derniers troubles d'Angleterre, abbregé d'histoire, où les droicts du Roy et ceux du Parlement et du peuple sont naïfvement représentez (en francés). Orange: Édouard Raban. 1653.
- Petri Gassendi […] Opera omnia […] in sex tomos divisa (en latín). Lyon: Laurent Anisson & Jean-Baptiste Devenet. 1658.